# Héctor Neri Castañeda
Héctor-Neri Castañeda Calderón (San Vicente, Cabañas, Zacapa, Guatemala, 13 de diciembre de 1924 – 7 de septiembre de 1991) fue un filósofo de Guatemala y fundador de la revista Noûs.
Emigró a Estados Unidos en 1948 donde fue discípulo de Wilfrid Sellars en la Universidad de Minnesota, donde obtuvo su Bachelor degree en 1950 y un Máster en 1952.  Castañeda se doctoró en  1954 su tesis fue "La Estructura Lógica del Razonamiento Moral".  Entre 1955 a 1956 estudió en la Universidad de Oxford, luego de lo cual regresó a Estados Unidos para tomar un cargo enseñando filosofía en la Duke University.  Castañeda es famoso por su desarrollo de la teoría Guise, la cual aplicó para varios problemas en el análisis del pensamiento, lenguaje, y la estructura del mundo.  También es reconocido por su descubrimiento del "cuasi-indicador" o "quasi-indexical", un artefacto lingüístico mediante el cual una persona puede asignar una  referencia indexada a otra.  Su análisis de este tema fue muy influido por la teoría de John Perry sobre los indexicals, Perry hizo referencia a esta influencia en la primera nota al pie de página del trabajo "The Problem of the Essential Indexical".

## Obras
- On the Semantics of the Ought-to-Do, Synthese,  21, No. 3/4, Semantics of Natural Language, 1970, pp. 449–468.
- Intentions and the Structure of Intending, The Journal of Philosophy, 68, 1971, pp. 453–466.
- The Structure of Morality, Springfield: Thomas, 1974.
- Thinking and Doing. The Philosophical Foundations of Institutions, Dordrecht,  Reidel, 1975.
- La teoría de Platón sobre las Formas, las relaciones y los particulares en el Fedón', México: UNAM, 1976.
- On Philosophical Method, Detroit: Nous publications no. 1, 1980.
- The Paradoxes of Deontic Logic: The Simplest Solution to All of Them in One Fell Swoop, in Risto Hilpinen (ed.), New Studies in Deontic Logic, Dordrecht: Reidel, 1981, pp. 37–85.
- Thinking, Language and Experience, Minneapolis: University of Minnesota Press, 1989.
- The Phenomeno-Logic of the I. Essays on Self-consciousness, edited by James G. Hart and Tomis Kapitan, Bloomington: Indiana University Press, 1999.

## Trabajos sobre sus obras
- Jacobi, Klaus & Pape, Helmut (eds.). Thinking and the Structure of the World.  Héctor-Neri Castañeda's Epistemic Ontology Presented and Criticized / Das Denken und die Struktur der Welt. Hector-Neri Castañeda's epistemische Ontologie in Darstellung und Kritik, Berlín: Walter de Gruyter, 1990.
- Orilia, Francesco & Rapaport, William J. (eds.), Thought, Language, and Ontology. Essays in Memory of Héctor-Neri Castañeda, Dordrecht: Reidel, 1998.
- Tomberlin, James E. (ed.), Agent, Language, and the Structure of the World. Essays Presented to Héctor-Neri Castañeda, with His Replies, Indianapolis: Hackett, 1983.